# منتخب مالطا لكرة اليد
منتخب مالطا لكرة اليد هو الممثل الرسمي لمالطا في منافسات كرة اليد.